# Baldur Hönlinger
Baldur Hönlinger (* 7. Juli 1905 in Wien; † 12. März 1990 in Wuppertal) war ein österreichischer Schachspieler.
1928 spielte er für Österreich bei der Schacholympiade in Den Haag (10 aus 15 an Brett 1). Weitere Erfolge vor dem Zweiten Weltkrieg waren der Sieg in Wien 1928, der geteilte erste Platz in Szolnok 1930 (mit Gedeon Barcza) sowie der Gewinn in Wien 1936. Einen Zweikampf mit Spielmann im Januar 1929 verlor er (+2 =3 −5).
Nach dem Krieg übersiedelte er nach Deutschland und trat 1946 in den Schachverein Barmen ein, wo er bis zu seinem Tod Mitglied blieb und mit dem er 1949 deutscher Mannschaftsmeister wurde. Von 1947 bis 1955 nahm er fünfmal an der Deutschen Meisterschaft teil. Nach 1956 zog sich Hönlinger weitgehend aus der Turnierarena zurück und spielte nur noch Mannschaftswettkämpfe für seinen Verein. Sein letztes Turnier war das 1. Kandidatenturnier des DSB 1956 in Hitzacker.
1948 spielte er in Velbert 12 Stunden und 28 Minuten simultan gegen 213 Gegner (+187, =13, -13). Dies bedeutete damals Weltrekord. Ein Jahr später unterlag er dem 23-jährigen Deutschen Meister Wolfgang Unzicker an gleicher Stelle in einem Wettkampf mit 2:4 (darunter 2 Remis).
1970, im Jahr der Vereinigung des Barmer Schachvereins mit dem Polizeisportverein Wuppertal zum PSV/BSV Wuppertal, wurde Hönlinger Ehrenmitglied. Noch an der Schwelle zum neunten Lebensjahrzehnt spielte Hönlinger am Spitzenbrett.
Baldur Hönlinger brachte an der Volkshochschule in zahlreichen Kursen vielen Menschen das Schachspiel bei. 
In den letzten Jahren seines Lebens zog er sich zurück. Wegen eines Schlaganfalls war er auf die Hilfe seiner Ehefrau angewiesen.